# Bodianus insularis
 Bodianus insularis és una espècie de peix de la família dels làbrids i de l'ordre dels perciformes.

## Morfologia
Els mascles poden assolir els 33 cm de longitud total.

## Distribució geogràfica
Es troba a l'Atlàntic oriental: illa de Santa Helena.